# Эли (фильм)
«Эли» (исп. Heli) — мексиканский фильм 2013 года режиссёра Амата Эскаланте. 

## Сюжет
Фильм рассказывает о семнадцатилетнем молодом человеке Эли, живущим со своей женой Сабриной, отцом и сестрой Эстелой. Эли, так же как и его отец, работает на фабрике по сборке автомобилей. Его сестра Эстела встречается с семнадцатилетним кадетом Альберто, который значительно старше её. Эстела, несмотря на уговоры Альберто, не хочет начинать половую жизнь. Альберто предлагает ей пожениться и сбежать. Для этого он крадет пакеты с кокаином у продажного генерала, который спрятал часть конфискованного армией запаса. Альберто прячет наркотики в доме Эли. Тем не менее, Эли находит наркотики и избавляется от них, выбросив их в яму с водой. 
Позднее полиция врывается в его дом и убивает его отца. Полицейские насильно увозят Эли и Эстелу. Когда они узнают, что Эли уничтожил наркотики, то бросают тело его отца на дороге. Они отвозят Эли и Альберто в дом, где их жестоко пытают, а Эстелу увозят в неизвестном направлении. Альберто умирает от пыток, и они вешают его тело на пешеходном мосту и бросают измученного Эли там же.
Эли удается добраться до дома, и местная полиция помогает ему отыскать тело отца. Эли решает не раскрывать детали происшествия, поскольку боится, что его также осудят как преступника. Из-за полученной психологической травмы он не может наладить контакт с женой и его увольняют с работы.
Эстела возвращается домой, потеряв речь из-за психологической травмы и на стадии беременности, при которой она не может законно сделать аборт. Эстела показывает на карте где её держали и насиловали. Эли направляется туда и убивает человека, который там жил.

## В ролях
| Актёр                 | Роль     |
| --------------------- | -------- |
| Армандо Эспитиа       | Эли      |
| Андреа Вергара        | Эстела   |
| Линда Гонсалес        | Сабрина  |
| Хуан Эдуардо Паласиос | Альберто |
| Реина Торрес          | эпизод   |
| Кенни Джонстон        | эпизод   |

## Критика
На сайте Rotten Tomatoes фильм получил рейтинг 59 % на основе 44 рецензии со средним баллом 6,1 из 10. После показа на Каннском кинофестивале The Hollywood Reporter писал, что за пределами кинофестивалей фильм не найдет своей аудитории.

## Награды и номинации
- «Большой  коралл» Гаванского кинофестиваля 2013.
- Фильм был показан на Каннском кинофестивале 2013 года, где Эскаланте получил премию за лучшую режиссуру[8].
- Фильм был выбран в качестве мексиканской заявки на премию «Оскар» за лучший фильм на иностранном языке[9], но не был номинирован.